# Archibald Van Horne
Archibald Van Horne († 1817 im Prince George’s County, Maryland) war ein US-amerikanischer Politiker. Zwischen 1807 und 1811 vertrat er den Bundesstaat Maryland im US-Repräsentantenhaus.

## Werdegang
Weder das genaue Geburtsdatum noch der Geburtsort von Archibald Van Horne sind überliefert. Auch über seine Jugend und Schulausbildung ist nichts bekannt. Im Jahr 1798 wurde er Offizier in der Staatsmiliz von Maryland. Im Jahr 1802 wurde er zum Hauptmann befördert. Gleichzeitig schlug er als Mitglied der Demokratisch-Republikanischen Partei eine politische Laufbahn ein. Zwischen 1801 und 1803 sowie nochmals im Jahr 1805 saß er im Abgeordnetenhaus von Maryland, dessen Präsident er im Jahr 1805 war.
Bei den Kongresswahlen des Jahres 1806 wurde Van Horne im zweiten Wahlbezirk von Maryland in das US-Repräsentantenhaus in Washington, D.C. gewählt, wo er am 4. März 1807 die Nachfolge von Leonard Covington antrat. Nach einer Wiederwahl konnte er bis zum 3. März 1811 zwei Legislaturperioden im Kongress absolvieren. Ab 1809 war er Vorsitzender des Ausschusses zur Verwaltung des Bundesbezirks District of Columbia.
Zwischen 1814 und 1816 war Van Horne erneut Mitglied des Abgeordnetenhauses von Maryland. Danach wurde er in den Staatssenat gewählt. Dieses Mandat bekleidete er bis zu seinem Tod im Jahr 1817.